# Chiesa di San Clemente (Grono)
La chiesa parrocchiale di San Clemente è un edificio religioso che si trova a Grono, nel Cantone dei Grigioni.

## Storia
La struttura viene citata per la prima volta in documenti storici risalenti al 1219. Fra il 1633 ed il 1666 venne rimaneggiata diverse volte. All'epoca romanica risale il campanile.

## Descrizione
La chiesa ha una pianta ad unica navata, terminante in un coro quadrato e coperta da un soffitto a cassettoni.